# Episodi di Un equipaggio tutto matto (terza stagione)
La terza stagione della serie televisiva Un equipaggio tutto matto è stata trasmessa in anteprima negli Stati Uniti d'America dalla ABC tra l'11 settembre 1964 e il 25 maggio 1965.
| nº | Titolo originale                       | Titolo italiano | Prima TV USA      | Prima TV Italia |
| -- | -------------------------------------- | --------------- | ----------------- | --------------- |
| 1  | The Ghosts of 73                       |                 | 11 settembre 1964 |                 |
| 2  | Lester, the Skipper                    |                 | 18 settembre 1964 |                 |
| 3  | It's a Mad, Mad, Mad War               |                 | 25 settembre 1964 |                 |
| 4  | McHale, the Desk Commando              |                 | 2 ottobre 1964    |                 |
| 5  | McHale's Floating Harem                |                 | 9 ottobre 1964    |                 |
| 6  | Laugh, Captain, Laugh                  |                 | 16 ottobre 1964   |                 |
| 7  | Will the Alligator Take the Stand?     |                 | 27 ottobre 1964   |                 |
| 8  | The British Also Have Ensigns          |                 | 6 novembre 1964   |                 |
| 9  | Senator Parker, Suh!                   |                 | 13 novembre 1964  |                 |
| 10 | The Fountain of Youth                  |                 | 20 novembre 1964  |                 |
| 11 | The Great Eclipse                      |                 | 27 novembre 1964  |                 |
| 12 | McHale and His Jet Set                 |                 | 4 dicembre 1964   |                 |
| 13 | Christy Goes Traveling                 |                 | 11 dicembre 1964  |                 |
| 14 | The Missing Link                       |                 | 18 dicembre 1964  |                 |
| 15 | Fuji's Big Romance                     |                 | 29 dicembre 1964  |                 |
| 16 | The Stool Parrot                       |                 | 5 gennaio 1965    |                 |
| 17 | The PT 73 Follies                      |                 | 12 gennaio 1965   |                 |
| 18 | The Truth Hurts                        |                 | 19 gennaio 1965   |                 |
| 19 | The Late Captain Binghamton            |                 | 26 gennaio 1965   |                 |
| 20 | McHale's Floating Laundromat           |                 | 2 febbraio 1965   |                 |
| 21 | All Chiefs and No Indians              |                 | 9 febbraio 1965   |                 |
| 22 | Pumpkin Takes Over                     |                 | 16 febbraio 1965  |                 |
| 23 | The Seven Faces of Ensign Parker       |                 | 23 febbraio 1965  |                 |
| 24 | The Return of Maggie                   |                 | 2 marzo 1965      |                 |
| 25 | Send This Ensign to Camp               |                 | 9 marzo 1965      |                 |
| 26 | By the Numbers, Paint                  |                 | 16 marzo 1965     |                 |
| 27 | Chuckie Cottontail                     |                 | 23 marzo 1965     |                 |
| 28 | The Great Necklace Caper               |                 | 30 marzo 1965     |                 |
| 29 | Will the Real Admiral Please Stand Up? |                 | 6 aprile 1965     |                 |
| 30 | Hello, McHale? Colonna!                |                 | 13 aprile 1965    |                 |
| 31 | Rumble on Taratupa                     |                 | 20 aprile 1965    |                 |
| 32 | All Ahead, Empty                       |                 | 27 aprile 1965    |                 |
| 33 | The Vampire of Taratupa                |                 | 4 maggio 1965     |                 |
| 34 | Birth of a Salesman                    |                 | 11 maggio 1965    |                 |
| 35 | A Star Falls on Taratupa               |                 | 18 maggio 1965    |                 |
| 36 | Make Room for Orvie                    |                 | 25 maggio 1965    |                 |